# Unreal Engine
Unreal Engine là một bộ công cụ lập trình trò chơi điện tử được phát triển bởi Epic Games, giới thiệu lần đầu tiên trong tựa game bắn súng góc nhìn thứ nhất Unreal năm 1998. Ban đầu Unreal Engine được sử dụng để phát triển cho các game bắn súng góc nhìn thứ nhất, sau đó Unreal Engine được sử dụng trong nhiều thể loại game khác, bao gồm cả các trò chơi chiến đấu, trò chơi nhập vai trực tuyến nhiều người chơi MMORPG và các game nhập vai khác. Được viết bằng C++, Unreal Engine có tính di động cao, hỗ trợ nhiều loại nền tảng.
Bản phát hành mới nhất là Unreal Engine 5, ra mắt vào năm 2022. Giống như Unreal Engine 4, nó được tải xuống miễn phí với mã nguồn có sẵn trên GitHub. Epic cho phép sử dụng nó trong các sản phẩm thương mại dựa trên mô hình royalty bản quyền, yêu cầu các nhà phát triển cung cấp 5% doanh thu từ việc bán các game được phát triển dựa trên Unreal Engine.
Vào ngày 13 tháng 5 năm 2020, Epic thông báo rằng phần tiền bản quyền của họ cho các trò chơi được phát triển dựa trên Unreal Engine sẽ được miễn trừ cho đến khi các nhà phát triển kiếm đó được doanh thu 1 triệu đô la Mỹ đầu tiên của họ, áp dụng từ ngày 1 tháng 1 năm 2020. Unreal Engine 5 dự kiến sẽ phát hành vào cuối năm 2021.

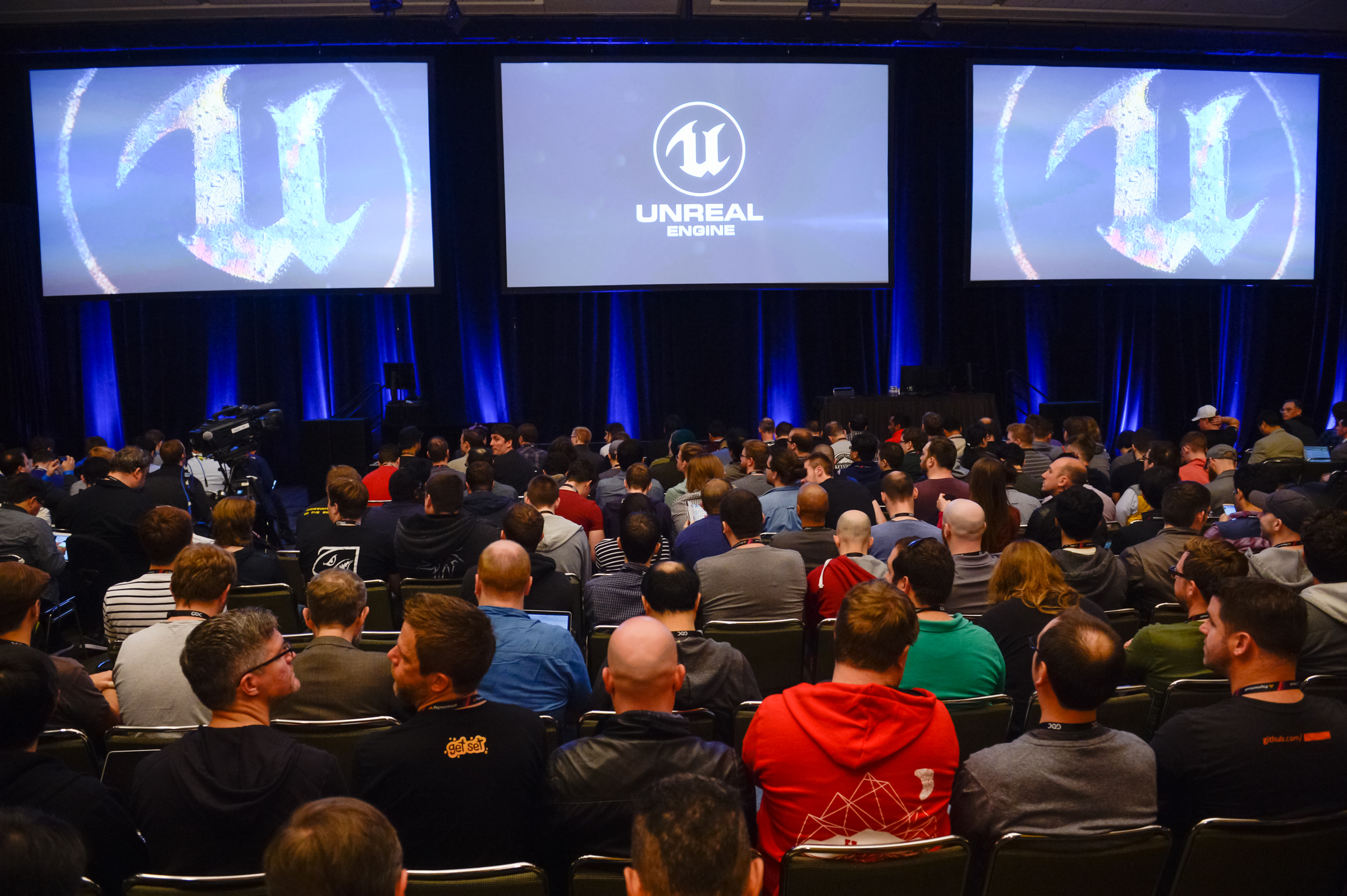
Unreal Engine tại GDC 2016

## Nền tảng hỗ trợ
- Microsoft Windows
- macOS
- Linux
- HTML5
- iOS
- Android
- Nintendo Switch
- PlayStation 4
- Xbox One
- Magic Leap One
- HTC Vive
- Oculus Rift
- PlayStation VR
- Google Daydream
- OSVR
- Samsung Gear VR
- HoloLens 2
- PlayStation 5
- Xbox Series X
- Google Stadia

## Unreal Engine Marketplace
Với Unreal Engine 4, Epic đã mở Unreal Engine Marketplace vào tháng 9 năm 2014. Marketplace là một cửa hàng kỹ thuật số cho phép người lập trình và nhà phát triển nội dung cung cấp nội dung nghệ thuật, mô hình, âm thanh, môi trường, đoạn mã và các tính năng khác mà người khác có thể mua, cùng với các hướng dẫn khác. Một số nội dung được cung cấp miễn phí bởi Epic.

## Sử dụng trong phim ảnh
Unreal Engine đã được sử dụng trong việc sản xuất phim, ví dụ như The Mandalorian (Không gian viễn tây) của Disney+ và Westworld (Thế giới miền Tây) của HBO.
Orca Studios, một công ty có trụ sở tại Tây Ban Nha, đã làm việc với Epic để thành lập nhiều studio quay phim ảo, đặc biệt là trong đại dịch COVID-19 về giãn cách xã hội.

## Giải thưởng

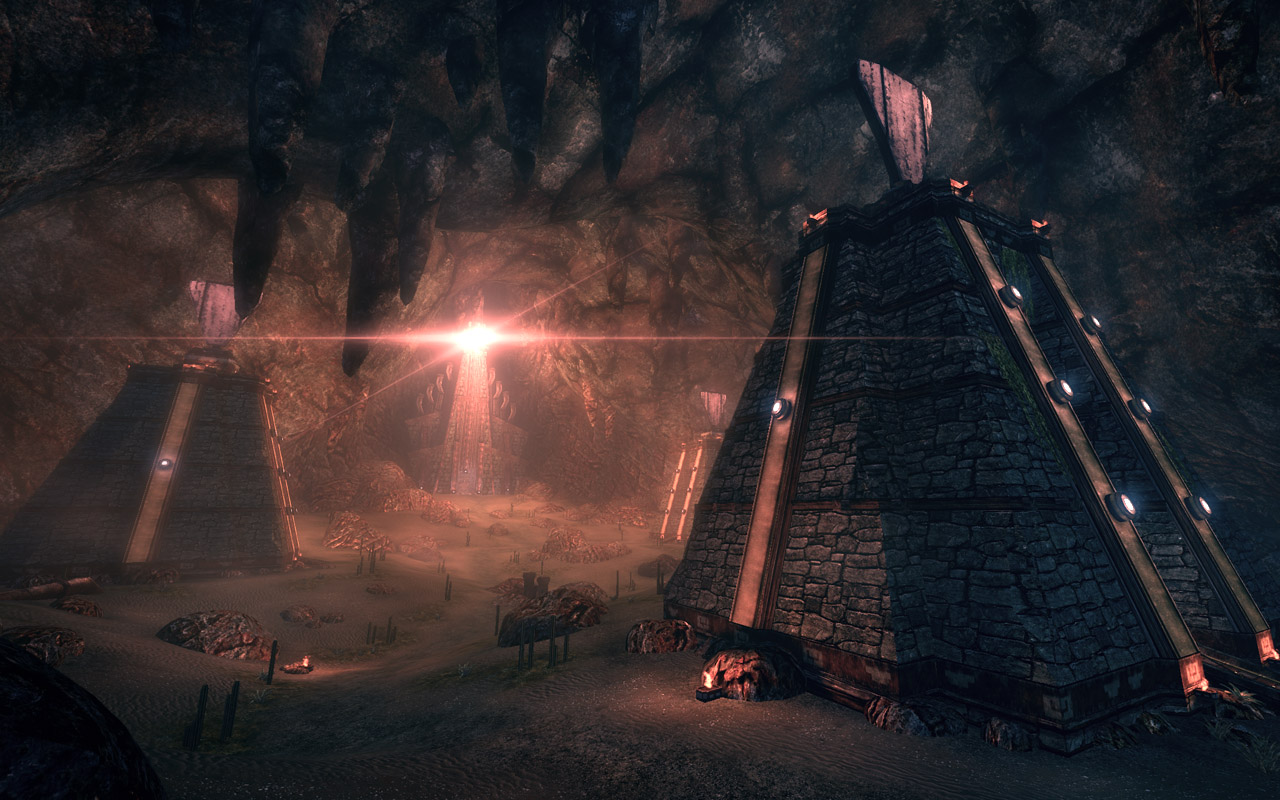
Một cảnh trong tựa game The Ball - một trong những tựa game được phát triển dựa trên Unreal Engine

- Một cảnh trong tựa game The Ball - một trong những tựa game được phát triển dựa trên Unreal EngineGiải thưởng Emmy về Công nghệ & Kỹ thuật từ Viện Hàn lâm Khoa học và Nghệ thuật Truyền hình Quốc gia cho "Phần mềm 3D Engine cho Sản xuất Hoạt họa" năm 2018.[2]
- Giải thưởng Game Developer Magazine Front Line Award cho Công cụ trò chơi tốt nhất các năm 2004, 2005, 2006, 2007, 2009, 2010, 2011 và 2012.
- Giải thưởng Phát triển Công nghiệp Xuất sắc cho Engine tốt nhất các năm 2009, 2010, 2011 2013, 2016, 2017 và 2018.
- Kỷ lục Guinness Thế giới cho công cụ trò chơi điện tử thành công nhất, công bố năm 2015.[3]